# Roberto Pellandra
Roberto Pellandra (Roma, 10 settembre 1972) è un ex nuotatore sammarinese.

## Biografia
Nato nel 1972 a Roma, a 19 anni ha partecipato ai Giochi olimpici di Barcellona 1992, nei 50 m stile libero, venendo eliminato in batteria con il 67º tempo, 26"51.